# Mario Valli
Mario Valli (fl. XX secolo) è stato un militare italiano.
Valli è stato un ufficiale di marina, comandante in Cina nel 1900 del contingente italiano a Tientsin.
Nel periodo della Rivolta dei Boxer scrive il libro "Gli Avvenimenti in Cina nel 1900 e l'azione della R. Marina Italiana".
Ha scritto anche "Attraverso la Mongolia - note di viaggio" (Nuova Antologia, Roma 1902). 